# Tadarida teniotis
Il molosso di Cestoni (Tadarida teniotis  Rafinesque, 1814) è un pipistrello della famiglia dei Molossidi diffuso nella Regione paleartica.

## Etimologia
Il nome comune è dedicato al naturalista Diacinto Cestoni.

## Descrizione

### Dimensioni
Pipistrello di medie dimensioni, con la lunghezza della testa e del corpo tra 74 e 92 mm, la lunghezza dell'avambraccio tra 57 e 64 mm, la lunghezza della coda tra 37 e 57 mm, la lunghezza del piede tra 9 e 12,1 mm, la lunghezza delle orecchie tra 25 e 32 mm, un'apertura alare fino a 45 cm e un peso fino a 54 g.

### Aspetto
La pelliccia è corta, fine, soffice e densa. Le parti dorsali sono grigio cenere o grigio-brunastre con la base dei peli biancastra, mentre le parti ventrali sono più chiare. Il muso è lungo, troncato, con il labbro superiore che si estende ben oltre quello inferiore e ricoperto da 4 pliche cutanee e da piccole setole spatolate. Le orecchie sono grandi, nerastre, triangolari ed unite anteriormente alla base. Il trago è corto e nascosto dietro l'antitrago, il quale è grande e rettangolare. Le membrane alari sono nerastre e attaccate posteriormente sopra le caviglie. I piedi sono piccoli con un cuscinetto sulla pianta. La coda è lunga, tozza e si estende per più della metà oltre l'uropatagio. Il cariotipo è 2n=48 FNa=76.

### Ecolocazione
Emette ultrasuoni sotto forma di impulsi a frequenza quasi costante di 11–12 kHz, udibili anche dall'orecchio umano. 

## Biologia

### Comportamento
Si rifugia nelle fessure rocciose dove forma gruppi tra 5 e 400 individui. In estate forma vivai fino a 160 femmine. Entra in ibernazione nei periodi più freddi, tuttavia non raggiunge uno stato di profonda letargia ma piuttosto un torpore che lo induce al risveglio quando il clima tende temporaneamente a migliorare. Il volo è veloce, rettilineo ed effettuato a circa 10-20 metri di quota. L'attività predatoria inizia con il buio o al crepuscolo e di solito prosegue anche con il cattivo tempo. È una specie sedentaria, eccetto probabilmente le popolazioni del Nord Africa. 

### Alimentazione
Si nutre di insetti, particolarmente falene, coleotteri, ditteri e neurotteri, catturati a circa 10-50 metri dal suolo.

### Riproduzione
Le femmine raggiungono la maturità sessuale nel primo anno e danno alla luce un solo piccolo all'anno, tra giugno e luglio. L'aspettativa di vita supera i 10 anni.

## Distribuzione e habitat
Questa specie è diffusa dall'Europa meridionale ed Africa settentrionale attraverso il Vicino oriente e la Penisola arabica fino all'Asia centrale e la Birmania settentrionale.
Vive in ambienti semi-aridi e zone più umide, fenditure rocciose, ambienti urbani, strutture artificiali come edifici e ponti fino a 3.100 metri di altitudine.

## Tassonomia
Sono state riconosciute 2 sottospecie:
- T. t. teniotis: Portogallo, Spagna, Isole Baleari, Isole Canarie, Francia meridionale, Svizzera, Italia, Sicilia, Sardegna, Bosnia ed Erzegovina, Croazia, Montenegro, Macedonia del Nord, Serbia, Albania, Bulgaria, Grecia, Isola di Creta, Turchia, Armenia, Azerbaigian, Georgia, Cipro, Malta, Caucaso meridionale, Israele, Giordania, Libano, Siria, Iraq occidentale, Iran centro-settentrionale, Kazakistan meridionale, Uzbekistan meridionale, Kirghizistan centro-settentrionale, Tagikistan, Turkmenistan, Afghanistan centro-orientale, Nepal orientale, stati indiani del Sikkim e dell'Assam, Bhutan, Bangladesh, Birmania settentrionale, provincia cinese dello Yunnan settentrionale; Marocco e Algeria settentrionali, Tunisia, Libia nord-occidentale e nord-orientale. È stato segnalato diverso tempo fa anche sull'isola di Madera.
- T. t. rueppelli (Temminck, 1826): Egitto, Penisola arabica settentrionale.

## Conservazione
La IUCN Red List, considerato il vasto areale, classifica T. teniotis come specie a rischio minimo (Least Concern)).